# Nova arquitetura

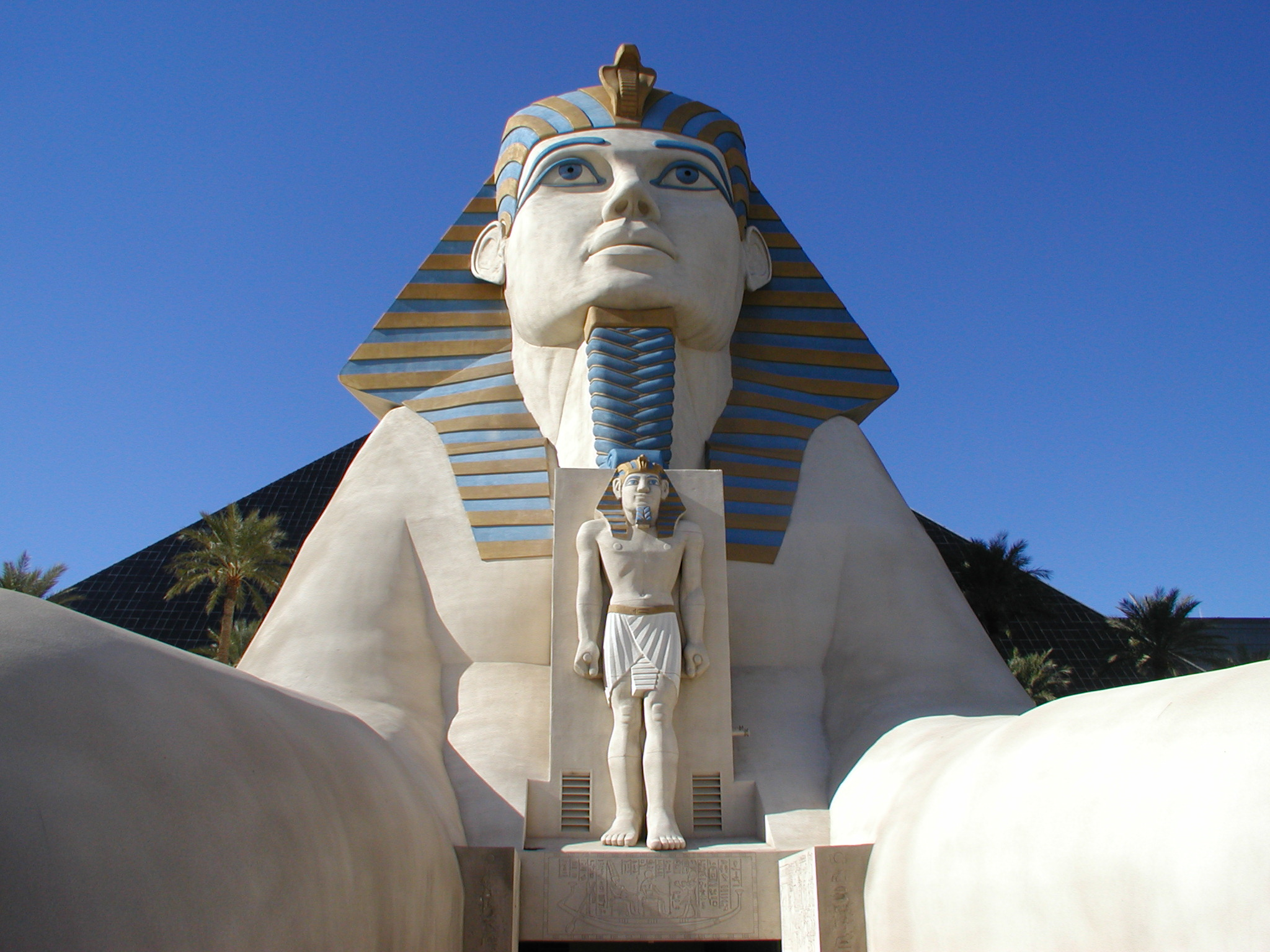
Luxor Hotel.

Nova arquitectura é um tipo de arquitectura em que as construções têm um aspecto fora do vulgar, com formas pouco usuais.